# Tribune (Kansas)
Tribune es una ciudad ubicada en el condado de Greeley en el estado estadounidense de Kansas. En el año 2010 tenía una población de 741 habitantes y una densidad poblacional de 390 personas por km².

## Geografía
Tribune se encuentra ubicada en las coordenadas 38°28′13″N 101°45′16″O / 38.47028, -101.75444 (38.470288, -101.754489).

## Demografía
Según la Oficina del Censo en 2000 los ingresos medios por hogar en la localidad eran de $32,969 y los ingresos medios por familia eran $46,563. Los hombres tenían unos ingresos medios de $30,132 frente a los $16,458 para las mujeres. La renta per cápita para la localidad era de $20,020. Alrededor del 9.6% de la población estaban por debajo del umbral de pobreza.